# Ferdinand Verbiest
Ferdinand Verbiest (n. 9 octombrie 1623, Pittem, Flandra, Belgia – d. 28 ianuarie 1688, Beijing, Dinastia Qing) a fost un matematician, astronom și misionar iezuit în China, în timpul dinastiei Qing. Verbiest este cunoscut ca Nan Huairen (în chineză: 南怀仁).
Ca matematician și astronom a dovedit la curtea împăratului Kangxi că astronomia europeană avea rezultate mult mai precise decât astronomia tradițională din China. Verbiest a corectat calendarul chinezesc și mai târziu a fost solicitat pentru a reconstrui și reechipa Observatorul Antic de la Beijing, ca șef al consiliului de matematică și director al observatorului imperial chinez.
Verbiest a devenit prieten apropiat al împăratului Kangxi, care a solicitat frecvent învățătura sa în geometrie, filosofie și muzică. Verbiest a lucrat de asemenea ca diplomat, cartograf și traducător. Ferdinand Verbiest stăpânea latina, germana, olandeza, spaniola, ebraica și italiana. A scris mai mult de treizeci de cărți.
În  anii 1670 a proiectat ceea ce unii pretind a fi primul vehicul autopropulsat vreodată cu toate că era de dimensiune mică și, de fapt, lipsesc de dovezi că a fost de fapt construit.

## Viața
Ferdinand Verbiest a fost cel mai mare copil al lui Verbiest, executor judecătoresc și colector de taxe de Pittem lângă Kortrijk, Belgia. Verbiest studiat științe umaniste cu iezuiții, în Bruges și Kortrijk și a mers la Colegiul Lelie în Leuven, pentru un an, la filozofie studiu și matematică.  Verbiest a intrat în Societatea lui Isus (iezuiții) pe 2 septembrie 1641. Verbiest a continuat să studieze teologia la Universitatea din Sevilla, unde a fost hirotonit ca preot în 1655. Studiile în astronomie și teologie le-a desăvârșit la Roma. Intenția lui a fost de a deveni un misionar în misiunile din America Centrală, dar acest lucru s-a realizat. Verbiest a fost trimis în Extremul Orient.
În 1658 Verbiest a plecat de la Lisabona spre China, însoțit fiind de părintele Martino Martini, treizeci și cinci de alți misionari, viceregele portughez al Indiilor și alte câteva persoane. Nava lor a ajuns la Macao în 1659. În cursul călătoriei zece dintre pasageri, inclusiv viceregele, și cei mai mulți dintre misionari, au murit. Verbiest a luat primul său post în Shanxi, unde a activat până în 1660, când a fost chemat pentru a-l ajuta pe părintele Johann Adam Schall von Bell, directorul iezuit de la Observatorul din Beijing și șef al Consiliului de matematică, în lucrările sale astronomice. Din nefericire pentru ei, situația politică s-a schimbat în mod dramatic în 1661, la moartea tânărălui Împărat Shunzhi, în vârstă de 23 de ani. Fiul și succesorul său, Xuanye (Împăratul Kangxi), avea vârsta de numai 7 ani, astfel încât guvernarea a fost plasată în mâinile a patru regenți. Spre deosebire de Shunzhi, regenții nu au fost în favoarea iezuiților, care drept rezultat au suferit o represiune.